# جيميل ريتش
جيميل ريتش (بالإنجليزية: Jemeil Rich)‏ مواليد 31 يناير 1975 في غاري، هو لاعب كرة سلة أمريكي سابق. بدأ مسيرته الاحترافية في سنة 1998. يبلغ طوله 5 قدم 11 بوصة (1.8 م). اعتزل اللعب في 2007.

## المسيرة الاحترافية
لعب مع نادي ساكالي لكرة السلة في سنة 1999، ثم لعب مع باسكت نابولي في موسم 2001–2002، ثم لعب مع سوتور باسكت مونتيجرانارو في سنة 2002، ثم لعب مع أسفيل باسكت في الدوري الفرنسي في سنة 2004.

## روابط خارجية
- جيميل ريتش على موقع الدوري الأوروبي لكرة السلة (الإنجليزية)
- جيميل ريتش على موقع كرة السلة الأوروبية.كوم (الإنجليزية)
- جيميل ريتش على موقع كلية كرة السلة في سبورتس رفرنس.كوم (الإنجليزية)
- جيميل ريتش على موقع ريلجم (الإنجليزية)
- جيميل ريتش على موقع بروبوليرز (الإنجليزية)
- جيميل ريتش على موقع سبورتس رفرنس (الإنجليزية)
- جيميل ريتش على موقع سبورتس رفرنس (الإنجليزية)